# Fort de l'Heurt

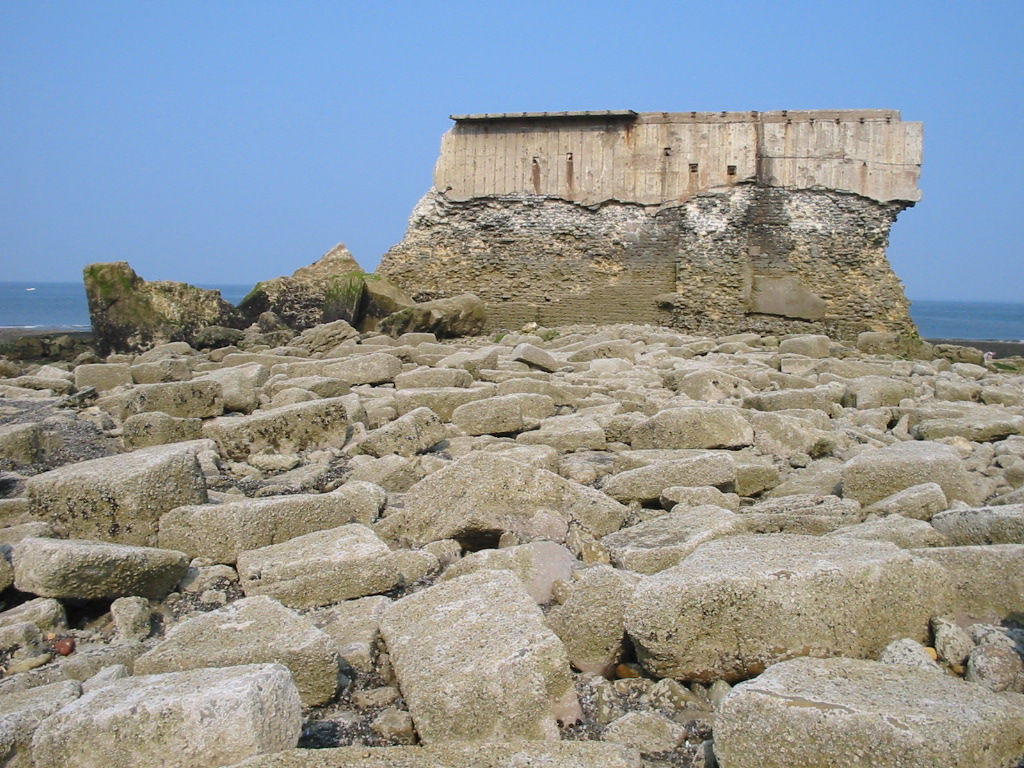
Fort de l'Heurt

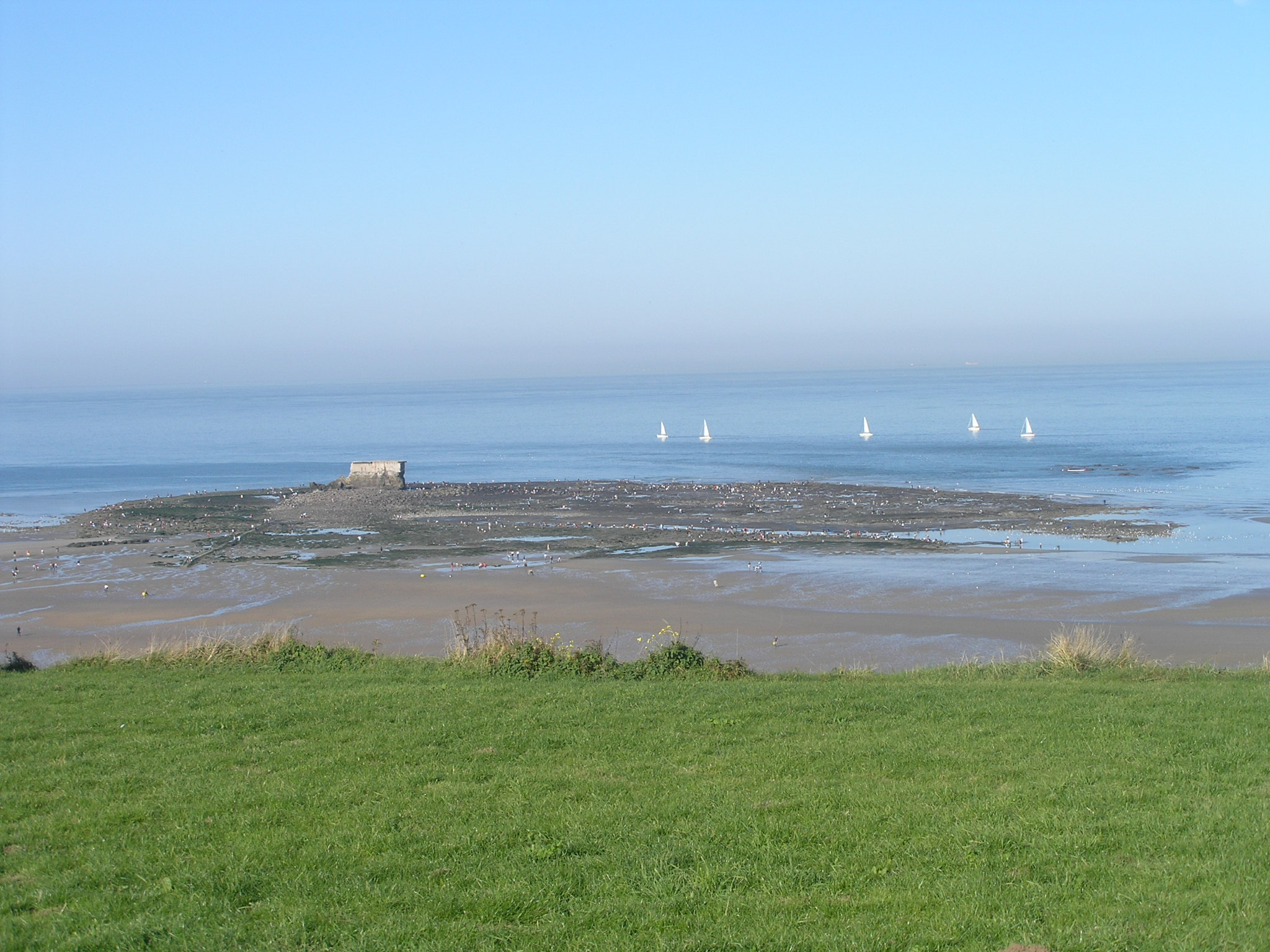
Het fort in zijn omgeving

Het Fort de l'Heurt is een fort nabij de tot het Franse departement Pas-de-Calais behorende plaats Le Portel.
Dit fort ligt op een rotseilandje in zee, dat vroeger groter was en tot Équihen-Plage reikte. Het eilandje was al in de klassieke oudheid bekend en kwam later voor als Heustrière wat op oesters betrekking heeft. Zo komt het huidige fort aan zijn naam.

## Geschiedenis
Het fort werd gebouwd in opdracht van Napoleon Bonaparte, nadat de Vrede van Amiens werd verbroken in mei 1803. In hetzelfde jaar begon de bouw van het fort. Tijdens de bouw werd ook een identiek fort gebouwd te Wimereux, het Fort de la Crèche genaamd. Het laatste fort is verdwenen ten gevolge van kusterosie.
Ook de bouw van het Fort de l'Heurt had te kampen met tegenslagen zoals Engelse aanvallen en slecht weer, maar in 1804 werd het fort operationeel.
Tijdens de Tweede Wereldoorlog werd het fort door de Duitsers gebruikt, die er een betonplaat in aanlegden om er luchtafweergeschut op te installeren. Dit had als voordeel dat het fort beter beschermd werd tegen de elementen. Niettemin heeft een storm in 1998 een deel van de muren van de vesting doen instorten.
De buitenmuur is vervaardigd uit natuursteenblokken uit de groeven van Ainghem en Wimille. 